# Пальфи, Миклош фон Эрдёд
Граф Миклош VI Пальфи фон Эрдёд (венг. Miklós Pálffy von Erdöd; 1 марта 1657, По́жонь — 20 февраля 1732, там же) — венгерский государственный деятель, австрийский имперский генерал-фельдмаршал (1718), палатин Венгрии (1714—1732). Рыцарь Ордена Золотого Руна.

## Биография
Представитель разветвлённого древнего рода венгерских баронов Пальфи. Сын Миклоша (IV) Пальфи, королевского стражника и графини Марии Элеоноры Харрах. Брат Яноша Пальфи, венгерского палатина, имперского тайного советника и фельдмаршала.
С 1670 года обучался в пожонских школах. После смерти отца (1679) семья переехала в Вену, где начал свою карьеру как императорский и королевский придворный. В 1675 году был назначен камергером, но вскоре сменил свои придворные обязанности на военную службу.
С апреля 1687 года служил полковником и комендантом замка Эстергом. В сентября 1688 года принял командование над созданным им на собственные средства 12-эскадронным венгерским пехотным полком.
Участвовал в Осаде Белграда (1688), Сражении при Патачине и Сражении у Ниссы (1689), Битве при Сланкамене (1691).
В конце мая 1690 года стал генерал-майором, в августе 1692 года — генерал-лейтенантом, в апреле 1693 года — обер-камергером.
Видный полководец войск Габсбургов, отличившийся в войнах с Османской империей. В начале 1693 года в составе армии под командованием Карла-Евгения Круа отбивал у османов Белград. В одной атаке он так близко подошёл к вражеским позициям, что пушечное ядро взорвалось близко от него, травмировав ногу, что оставило след в его походке на всю оставшуюся жизнь. Из-за непригодности к военной службе оставил её.
В декабре 1694 года стал графом графства Пожонь, в августе 1700 года — имперским тайным советником, в 1701 году — возглавил королевскую гвардию. Затем в 1701 году назначен командиром имперского отряда телохранителей.